# ملا جنود
ملا جنود هي قرية في مقاطعة خوي، إيران. عدد سكان هذه القرية هو 777 في سنة 2006.